# Lampas
Lampas är en vävbindning med två varpsystemen och inslagssystem som kan bilda både sammanbundna och skilda lager. Mönsterinslaget är bundet av en bindevarp som ligger över bottenväven i mönsterytorna men ligger under bottenväven annars, vilket ger en reliefeffekt. Det mönsterbildande inslaget är ofta mycket grövre än det bottenbildande. Varparna kan vara likadana men ofta är bindevarpen (som binder ner mönstret) finare än bottenvarpen. 
Lampas är ett samlingsnamn för bindningar som byggs upp på detta vis. Beiderwand och diasper är exempel på bindningar som faller under lampas men med mer exakta inställningar på varp och inslag.